# Міський театр (Мост)
Міський театр у Мості (чеськ. Městské divadlo v Mostě) — міський театр у чеському місті Мості Устецького краю, головна театральна сцена й значний культурний осередок міста й району.

## Загальна інформація
Мостський міський театр міститься у спеціально зведеній сучасній функціональній будівлі в Новому центрі Мосту, й розташований за адресою:
вул. Театральна (Divadelní), буд. 15, м. Мост—434 01 (Устецький край, Чехія).
Театр має друге приміщення, фактично другий міський театр — Театр розмаїття (чеськ. Divadlo rozmanitostí), призначений переважно для дитячих і лялькових вистав. 
У обох приміщеннях є можливість відвідати велику й малу сцени. 
Технічні характеристики Великої сцени головної будівлі:
- ширина — 21,5 м;
- глибина — 27 м;
- місткість глядацької зали — 500 місць.

Нині директором і художнім керівником закладу є Їржі Румпік (Jiří Rumpík).

## З історії театру

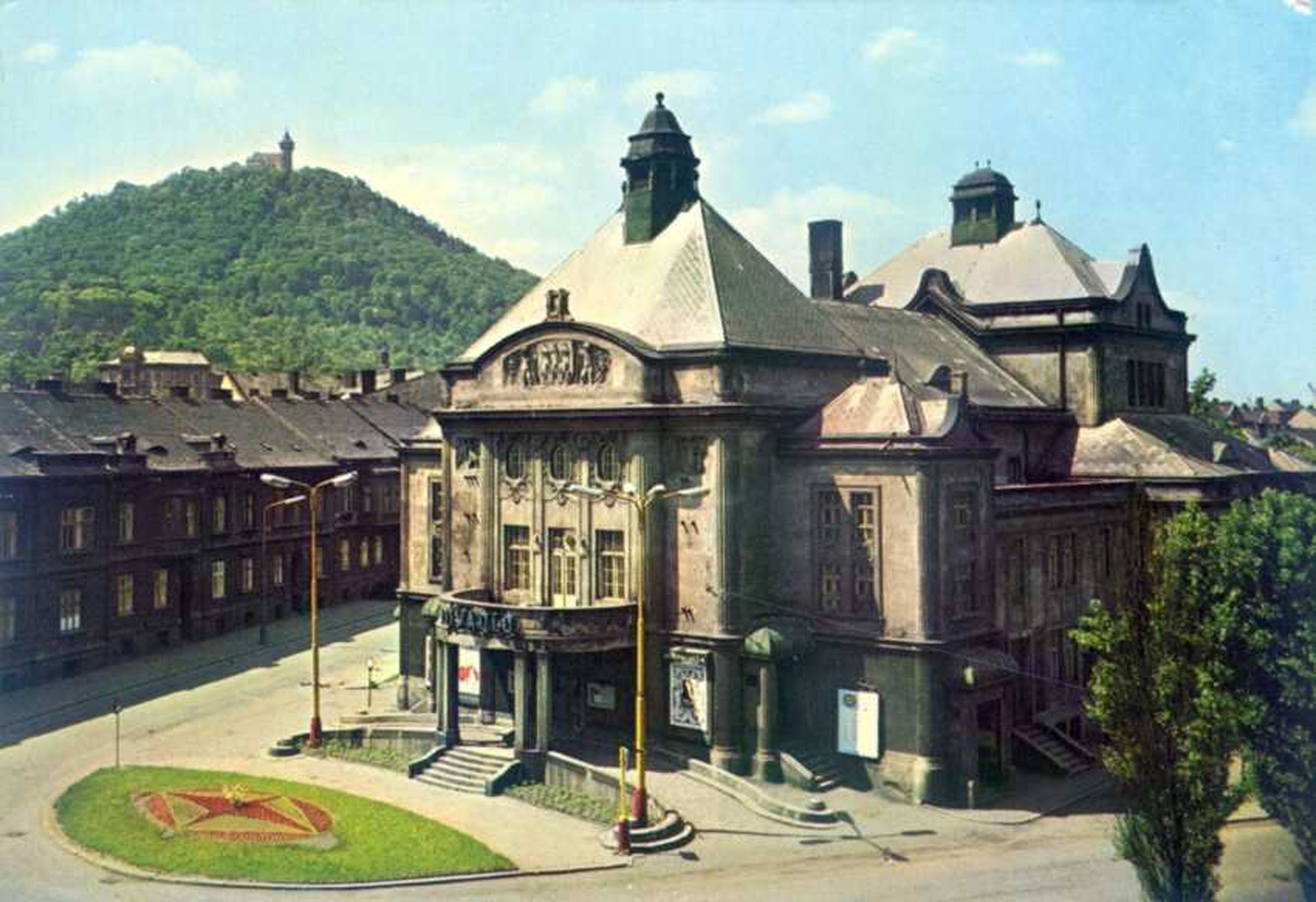
Стара будівля театру в Мості

Муніципальний театр у Мості бере свій початок від часу зведення першої будівлі театру 1911 року й урочистого відкриття закладу 30 вересня того ж року. Тоді це було здійснено з ініціативи німецької громади міста. Але через наближення І Світової війни театр у місті виявився не на часі, й успіху не мав. 
Після проголошення незалежості Чехословаччини (1918) з'явились передумови для розвитку театру в Мості. Відтак, 4 квітня 1919 року артисти чеської самодіяльності показали першу виставу в Мостському театрі, але грали все-таки німецькою мовою.   
Економічна й соціально-політична криза в 1934 році поставила театр у Мості перед загрозою закриття, та вже наступного року (1935) у театрі зросла відвідуваність, а вистави гралися чеською. Другого значного занепаду заклад зазнав під час II світової війни, коли не мав ані сталого колективу, ні постійної трупи.
У повоєнний час театр у Мості відновлено, а від 1948 року він у дусі часу дістав назву Театр трудящих (чеськ. Divadlo pracujících). З цим же періодом водночас пов'язані найбільші творчі успіхи колективу, й висока відвідуваність закладу культуру — показник, який театр зберігає і в наш час.
Після прийняття рішення про ліквідацію Старого Мосту (1970-ті) з причини розвитку видобутку бурого вугілля постала необхідність зведення численних новобудов, зокрема і приміщення нового міського театру. На час будівництва на 5 з половиною років заклад розмістився у культурному центрі «Травень» (Máj), а переїхавши до новобудови на Првній площі (První náměstí) у новому центрі Мосту функціонує там дотепер.

## Виноски
1. ↑  Контакти (театру) [Архівовано 4 травня 2010 у Wayback Machine.] на Офіційна вебсторінка театру [Архівовано 2 травня 2010 у Wayback Machine.] (чеськ.)
2. 1 2  Європейська театральна архітектура — Arts and Theatre Institute.
3. ↑  Творчий склад [Архівовано 4 травня 2010 у Wayback Machine.] на Офіційна вебсторінка театру [Архівовано 2 травня 2010 у Wayback Machine.] (чеськ.)